# ギヤースッディーン・トゥグルク
ギヤースッディーン・トゥグルク（ペルシア語: غیاث‌الدین تغلق, ？ - 1325年2月）は、北インドのデリー・スルターン朝、トゥグルク朝の君主（在位：1320年 - 1325年）。同王朝の創始者でもある。

## 生涯
トゥグルク朝の創始者となったガーズィー・マリクは、トルコ人とモンゴル人の混血の生まれだとされる。13世紀後半奴隷王朝の君主で隆盛を誇ったギヤースッディーン・バルバンの時代に下級身分の子として生まれたといわれる。実際、ギヤースッディーンが王朝を築いた際の史料に老将とあることから、王座に昇った際はかなりの高齢だったことは確かだろう。
ガーズィー・マリクはハルジー朝の王アラー・ウディーン・ムハンマド・シャーのために、長年にわたり北西方面でモンゴル勢力と戦い、その勝利数は29回にも及んだ、と大旅行家イブン・バットゥータは述べている。
1320年、ハルジー朝で内乱が起き、クトゥブッディーン・ムバーラク・シャーが殺害された。ガーズィー・マリクはこれを知ると辺境を離れ、反乱者ホスロー・ハーンを殺してデリーを制圧した。彼はギヤースッディーン・トゥグルクを名乗り王位を宣し、新たにデリー・スルターン朝の3番目の王朝であるトゥグルク朝を創始した。
ギヤースッディーン・トゥグルクはデリー・スルターン朝の首都デリーに、巨大な城塞都市トゥグルカーバード（現ニューデリーの南郊）を建設し、巨大な城塞や用水路を建設した。
また、1323年にギヤースッディーン・トゥグルクは息子であり武将ウルグ・ハーンにデカン地方、南インドに向かわせた。この遠征により、カーカティーヤ朝とパーンディヤ朝を攻め滅ぼさせ、デカンと南インドに更なる領土を得ることに成功した。
1324年、ギヤースッディーンはベンガル方面に遠征し、離反していたベンガルを帰順させた。また、その帰途にはネパールのタライ地方から北ビハールを支配するティルフット王国が攻撃を仕掛けて生きたが、これを逆に滅ぼした。
1325年、ギヤースッディーンはデリーに帰還した際、息子のウルグ・ハーンが父の勝利を歓迎するために建設した建物が倒壊したため崩御した。崩御後、息子のウルグ・ハーンがムハンマド・ビン・トゥグルクとして即位した。